# Portraits (So Long Ago, So Clear)
Portraits (So Long Ago, So Clear) è una compilation del musicista greco Vangelis, pubblicata nel 1996 dalla Polygram. Si tratta di una raccolta antologica di suoi brani famosi compresi alcuni di quelli scaturiti dalla collaborazione con Jon Anderson. È la trentaquattresima pubblicazione discografica ufficiale. L'album riscontrò un grande successo di vendita, ottenendo certificazioni in vari paesi europei.

## Tracce
1. To the Unknown Man – 6:33
2. Italian Song – 2:49
3. Pulstar – 5:37
4. La Petite Fille de la Mer – 5:48
5. Alpha – 5:32
6. I Hear You Now – 5:05
7. I'll Find My Way Home – 4:26
8. State of Independence – 6:07
9. Himalaya – 6:50
10. Conquest of Paradise – 5:30
11. Hymn – 5:05
12. Antarctica – 3:43
13. Sauvage et Beau – 3:17
14. Chariots of Fire – 3:22
15. So Long Ago, So Clear – 4:56

### Pubblicazioni
- To the Unknown Man: da Spiral
- Italian Song: da Private Collection (Jon & Vangelis)
- Pulstar, Alpha: da Albedo 0.39
- La Petite Fille de la Mer: da L'Apocalypse des Animaux
- I Hear You Now: da Short Stories (Jon & Vangelis)
- I'll Find My Way Home, State of Independence: da The Friends of Mr. Cairo (Jon & Vangelis)
- Himalaya: da China
- Conquest of Paradise: da 1492: Conquest of Paradise
- Hymn: da Opéra Sauvage (precedentemente pubblicato come Hymne)
- Antarctica: da Antarctica (precedentemente pubblicato come Theme from Antarctica)
- Sauvage et Beau: inedito, dalla colonna sonora per l'omonimo documentario
- Chariots of Fire: da Chariots of Fire (precedentemente pubblicato come Titles)
- So Long Ago, So Clear: da Heaven and Hell